# Pointe de flèche arabe en chef vers la gauche
La pointe de flèche arabe en chef vers la gauche est une signe diacritique vocalique de l’alphabet arabe utilisé au Sénégal notamment dans l’écriture du balante, du diola, du mandinka, du pular, du sérère, du soninké ou du wolof. Il n’est pas à confondre avec le ḍamma culbuté ou le ḍamma réfléchi (qui a parfois une forme identique).

## Utilisation
Au Sénégal, la pointe de flèche arabe en chef vers la gauche représente une voyelle mi-fermée postérieure arrondie [o] dans l’écriture du balante, du diola, du mandinka, du pular, du sérère, du soninké ou du wolof (wolofal).

## Représentation informatique
La pointe de flèche arabe en chef vers la gauche peut être représentée avec le caractère U+08F7 Arabic left arrowhead above (pointe de flèche arabe en chef vers la gauche).